# 브뤼네

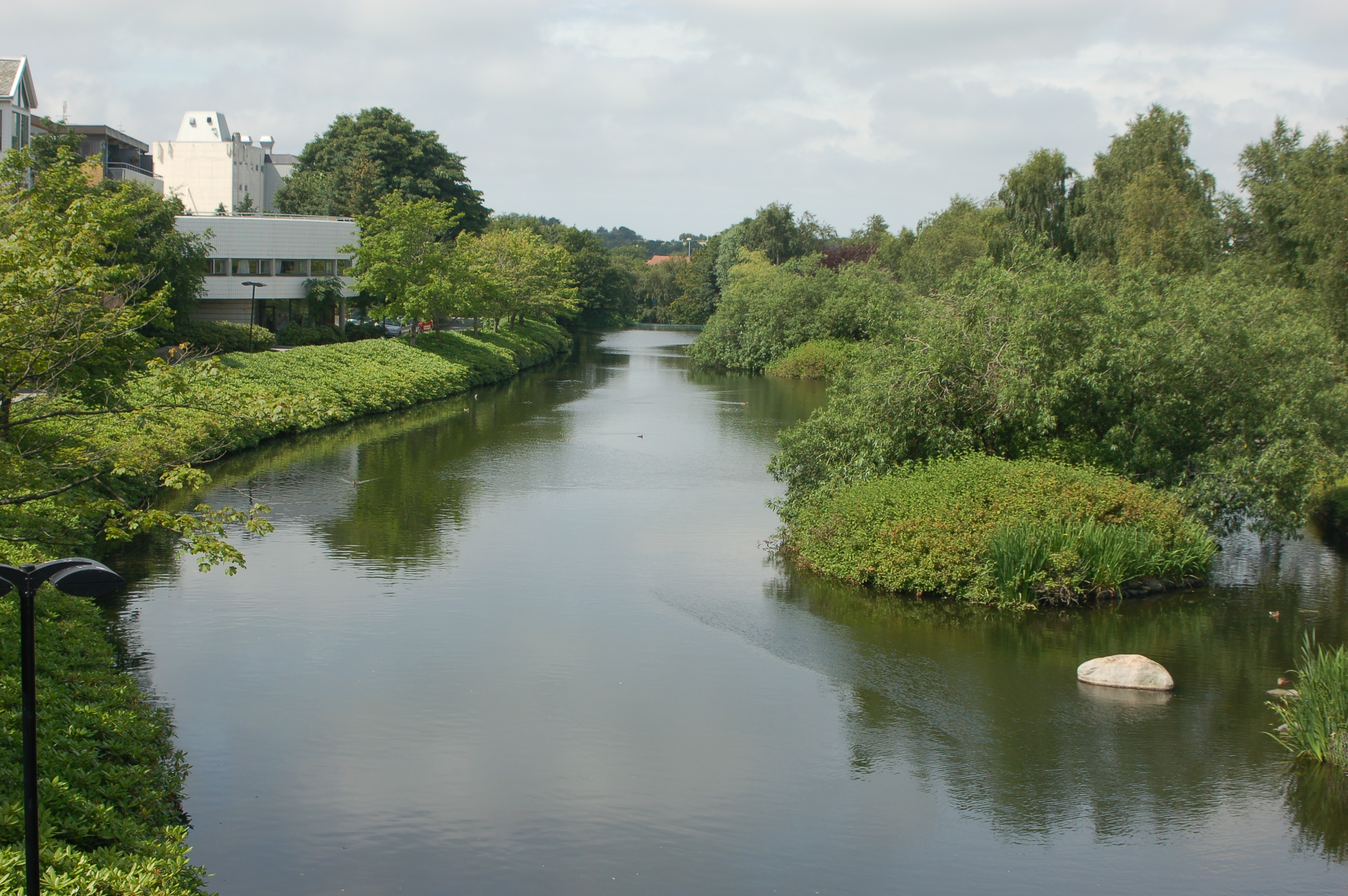
울스테인비크

브뤼네(노르웨이어: Bryne)는 노르웨이 로갈란주의 도시로 면적은 5.13km2, 높이는 30m, 인구는 11,569명(2015년 기준), 인구 밀도는 2,255명/km2이다. 행정 구역상으로는 티메 시에 속한다.